# História de Honduras

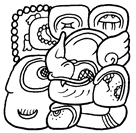
Hieróglifo representativo maia da Dinastia Yax Kuk Mo que mais tarde se tornaria o emblema do Reino de "Oxwitik" também conhecido como Copán.

As Honduras é uma nação da América Central que está localizada a meio caminho entre o México e a Colômbia, fazendo fronteira com a Nicarágua e El Salvador ao sul e a oeste pela Guatemala. O país é banhado pelo Golfo das Honduras ao norte, o Mar do Caribe na costa leste e o o Golfo de Fonseca ao sul, que deságua no Oceano Pacífico. Sua capital e maior cidade é Tegucigalpa. O significado literal do termo "Honduras" é "profundidades" em espanhol. O nome pode se referir à baía de Trujillo como um ancoradouro, fundura no dialeto leonês da Espanha, ou à suposta citação de Colombo de que "Gracias a Dios que hemos salido de esas honduras" ("Graças a Deus partimos daquelas profundezas").
Honduras era habitada por muitos povos indígenas quando os espanhóis chegaram no século XVI. A parte centro-oeste de Honduras era habitada pelos Lencas, a costa centro-norte pelos Tol, a área leste e oeste de Trujillo pelos Pech (ou Paya), pelos maias e pelo sumô. Esses grupos autônomos mantinham relações comerciais entre si e com outras populações tão distantes como o Panamá e o México. Honduras possui ruínas de diversas cidades datadas do período pré-clássico mesoamericano que mostram o passado pré-colombiano do país.
Para a chegada dos espanhóis, foram fundadas novas cidades como Trujillo, Comayagua, Gracias e Tegucigalpa. Começando na era colonial, o território do que hoje é Honduras foi dedicado à colheita, mineração e pecuária. Após sua independência do Império Espanhol em 1821, a América Central se juntaria por muito pouco tempo ao primeiro Império Mexicano, que cairia em 1823 e seria criada a federação centro-americana, que cairia em 1839. Depois disso, o território hondurenho tornou-se uma nação independente.

## Pré-históriae descoberta

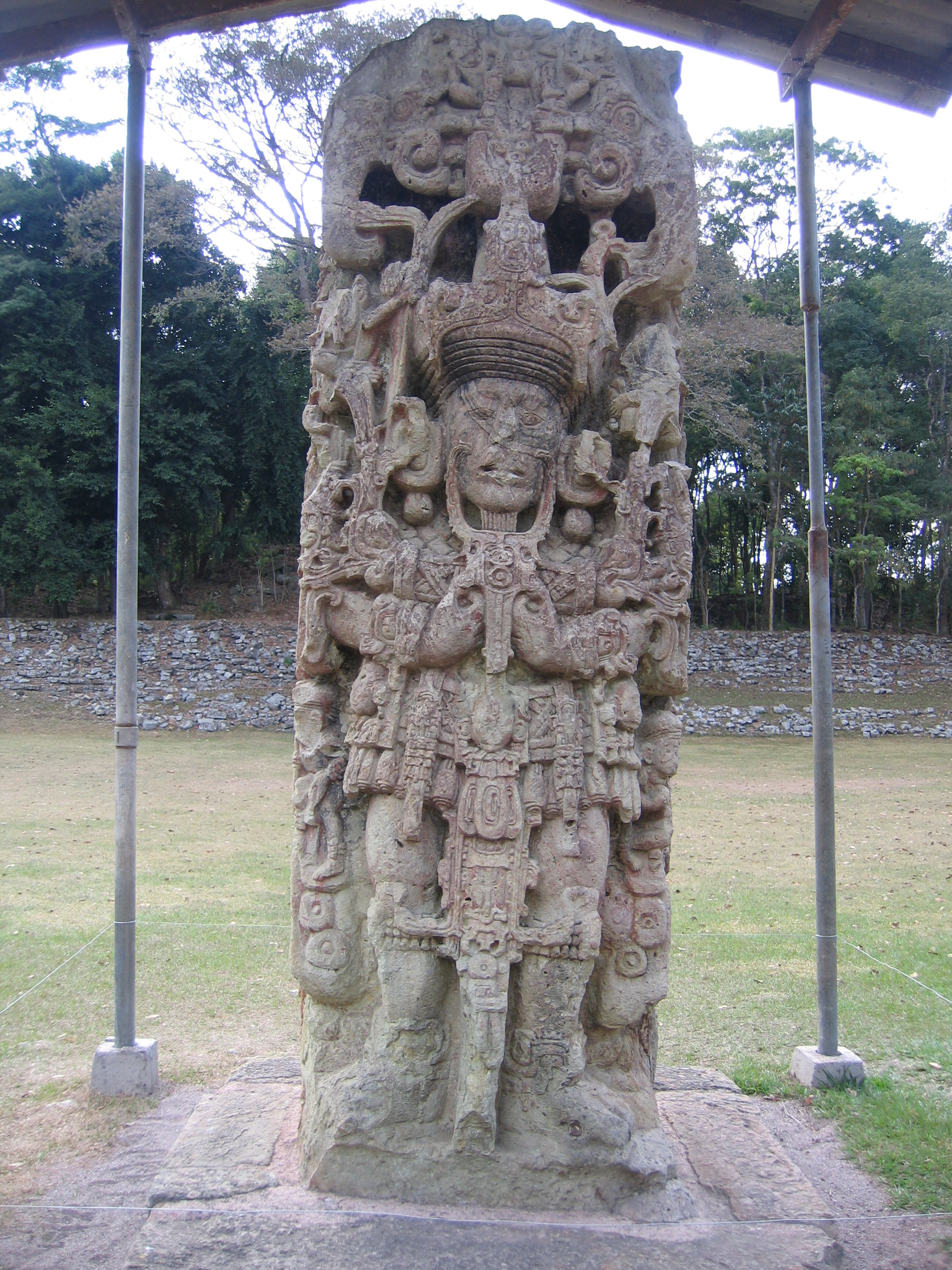
Ruínas de Copán.

Durante o I milênio d.C., a parte ocidental de Honduras constituiu o extremo sudeste da grande civilização maia, cujo alto grau de desenvolvimento é demonstrado pelas ruínas de Copán. Em 1502, quando Cristóvão Colombo, em sua quarta viagem, chegou a costa hondurenha, a civilização maia estava em decadência e os remanescentes da outrora gloriosa civilização habitavam Copán, Quiriguá e outros locais. Só após um período de guerra contra os índígenas (1523-1539), que, sob comando do chefe Lempira, resistiram bravamente ao avanço do inimigo em direção ao interior, até serem impiedosamente massacrados, é que os espanhóis conseguiram assegurar o controle da colônia.
Em 1525, Hernán Cortés, o conquistador do México, chegou à região, cuja conquista caracterizou-se por sangrentas lutas entre os diversos centros de poder espanhol, localizados no México, no Panamá e em Santo Domingo. Ante a brutalidade dos invasores, os maias fugiram para a península de Yucatán. Cortés colonizou a região auxiliado por seus prepostos Cristóbal de Olid, Francisco de Las Casas e Pedro de Alvarado, que fundou a cidade de San Pedro Sula.
A primeira capital de Honduras, Comayagua, foi fundada por Alonso de Cáceres.

## Período colonial

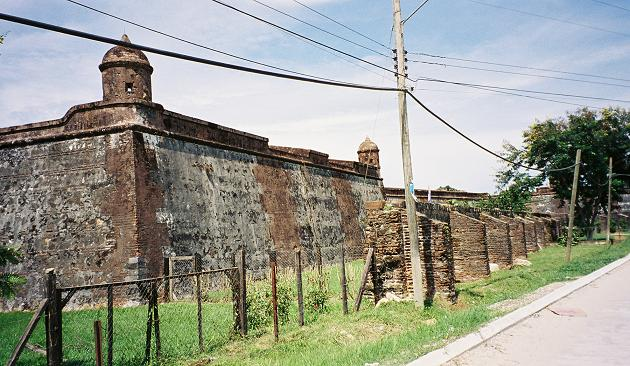
Fortaleza de San Fernando de Omoa: Construída pelos espanhóis para defenderem-se dos piratas.

Em 1539 Honduras foi incorporada à Capitania Geral da Guatemala (também colônia espanhola) e ficou nessa condição durante todo o período colonial. Com a descoberta de minas de ouro e prata em seu território, entre 1570 e 1580, numerosos grupos de imigrantes chegaram ao país, transformando-o num centro de intrigas e conflitos, embora as jazidas fossem menores do que se acreditava. Enquanto o litoral do mar do Caribe era transformado em ponto de encontro de piratas. As Honduras começaram a ser alvo de ataques perpetrados pelos piratas e pelos ingleses, empurrando os Espanhóis para o interior, situação constante até ao século XVIII, durante a qual a Espanha empreendeu uma recuperação territorial culminada em 1779. Mais tarde a região foi invadida por madeireiros ingleses, que já em fins do século XVIII controlavam a costa do Mosquito.

## Independência

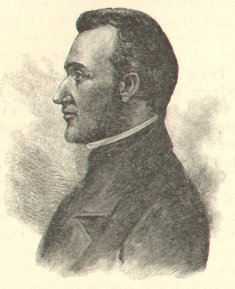
Francisco Morazán.

Em 1821, já com o México independente da Espanha, as províncias integrantes da Capitania Geral da Guatemala romperam seus vínculos com a Metrópole e, no ano seguinte, passaram a integrar o Império Mexicano de Agustín de Iturbide, do qual separaram-se um ano depois, para formar a República Federal das Províncias Unidas da América Central. A federação foi governada inicialmente por Manuel José Arce, e posteriormente por Francisco Morazán. Divergências entre os países membros provocaram sua dissolução, e os estados-membros tornaram-se independentes (1838). Em 5 de novembro de 1838 Honduras proclamou-se Estado soberano e independente e, no começo do ano seguinte uma assembleia constituinte aprovou sua primeira Constituição. No entanto, diversas vezes, Honduras apoiou tentativas de reconstituição parcial ou total da antiga união centro-americana.
A situação de Estado independente data de quando a união se rompeu e uma ininterrupta sucessão de caudilhos dominou o país no restante do século XIX. Os ditadores liberais, que dominaram o país entre o fim do século XIX e o início do XX, voltaram a atenção para a necessidade de aumento das exportações. No século XX, várias empresas dos Estados Unidos tornaram a banana o principal produto de exportação do país, convencendo o governo da necessidade de concessões favoráveis ao setor. A United Fruit Company desempenhou papel capital na vida econômica e política hondurenha. Por sua posição geográfica, Honduras tem-se visto afetada pelas agitações políticas da América Central.
O primeiro presidente constitucional foi o conservador Francisco Ferrera, que foi eleito presidente da República em 1841.Os conservadores mantiveram-se no Poder até 1876, aquando da eleição do liberal Marco Aurelio Soto, que abriu caminho, quatro anos depois, à promulgação de uma nova Constituição em que os princípios liberais estavam presentes. Nas últimas décadas do século XIX Honduras sofreu interferências da Guatemala em seus assuntos internos.

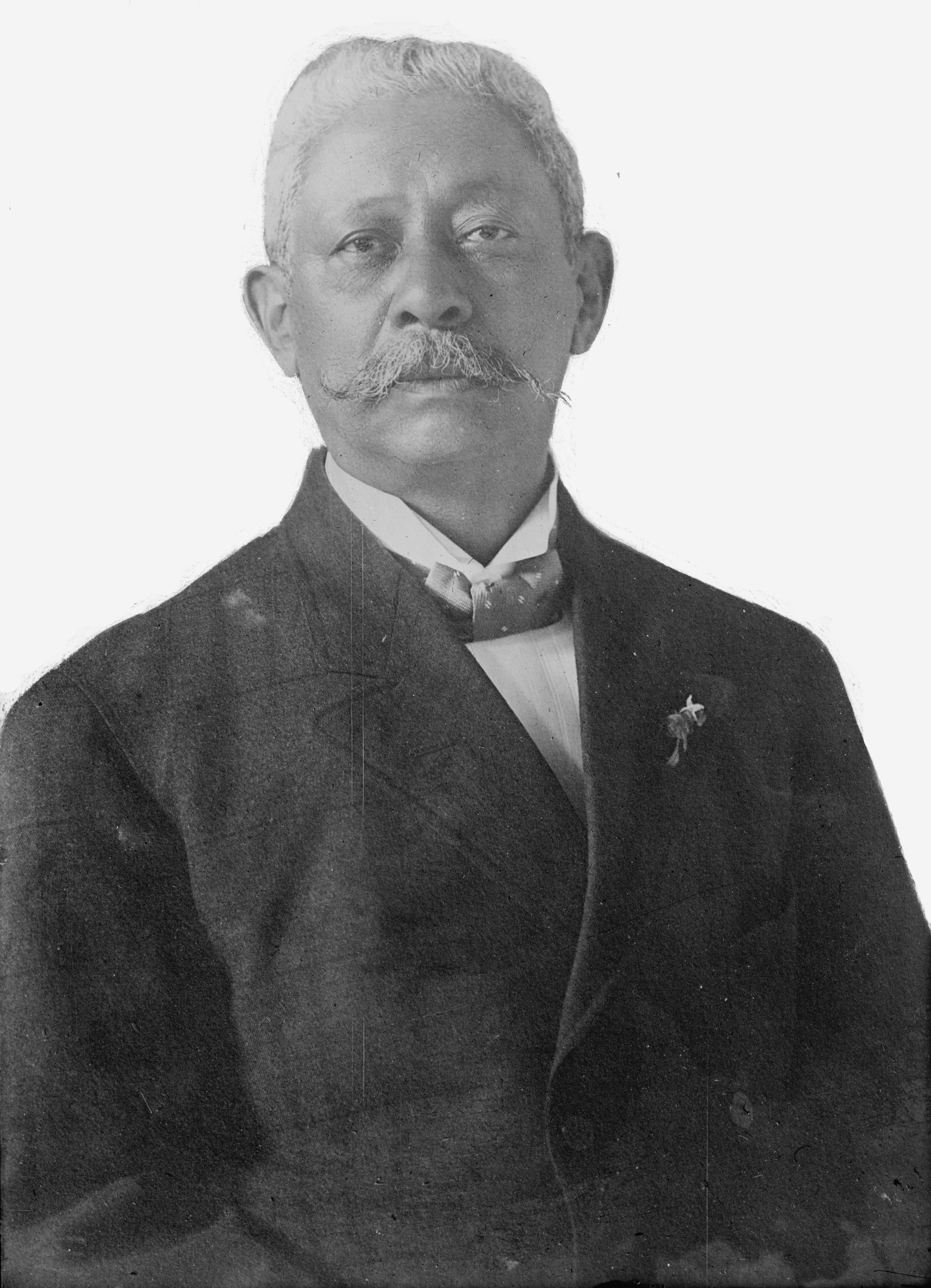
Manuel Bonilla.

Progressos no processo político ocorreram gradativamente ao longo do século XX. Ditadores militares continuaram ocupando a presidência em maior escala que os civis. Nos primeiros anos do século XX, o presidente da Nicarágua, José Santos Zelaya, impôs Manuel Bonilla como presidente de Honduras, fato que mergulhou o país num período de rebeliões internas, entre 1911 e 1912. A pretexto de controlar a anarquia, os Estados Unidos intervieram no país e enviaram tropas para proteger os interesses das empresas bananeiras. A influência da Nicarágua sobre a vida política hondurenha teve seu ponto alto a eleição de Miguel Dávila para presidente das Honduras.
A conjuntura de instabilidade continuou até 1932, ano em que foi eleito o general Tiburcio Carías Andino que, como presidente, realizou reformas constitucionais que lhe permitiram instituir uma ditadura. Apesar da acentuada crise econômica existente causada pelos excedentes de exportação (que provocou uma explosão nos níveis de desemprego) e das constantes tentativas de golpe de Estado, Tiburcio Carías se manteve no Poder até 1949, quando a ditadura terminou com uma revolta política. Em 1949, foi sucedido por Juan Manuel Gálvez, que tentou restaurar a normalidade. Mas entre 1954 e 1956 o país recaiu na ditadura sob a administração de Júlio Lozano Díaz, deposto por uma junta chefiada pelo coronel Hector Caraccioli.

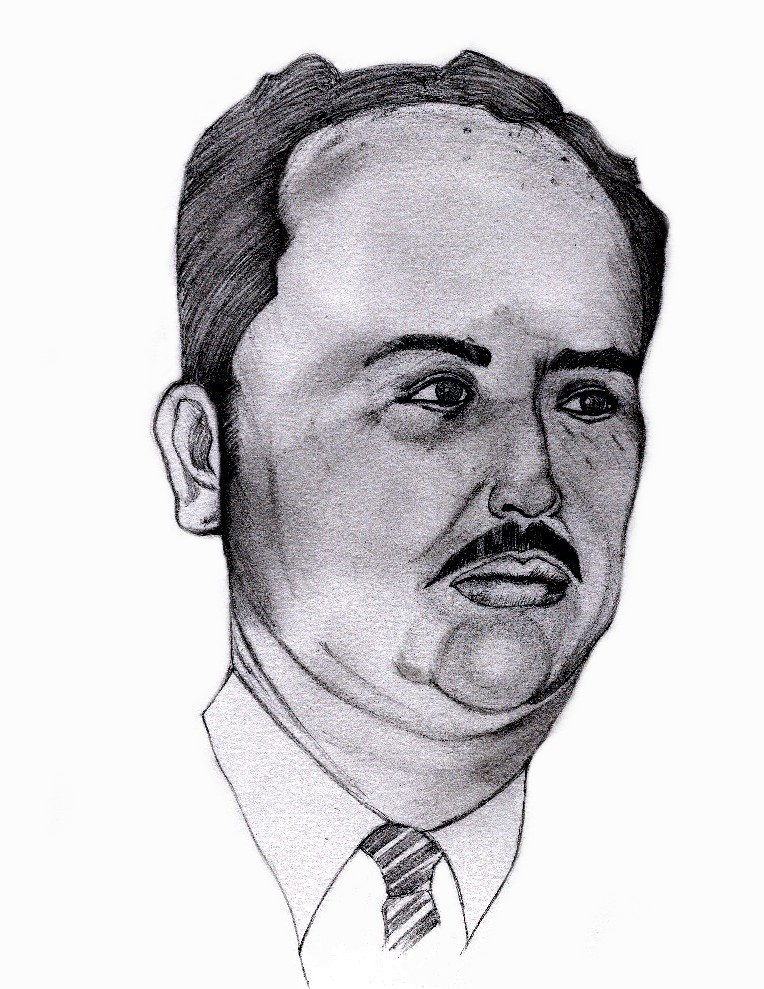
Osvaldo López Arellano.

O país só voltou a ter uma eleição pacífica em 1957. O vencedor foi o liberal Ramón Villeda Morales, que promulgou uma nova Constituição e tentou realizar uma reforma agrária. Apesar dessa eleição ter desencadeado esperanças em relação ao futuro, a política liberal do novo presidente provocou a desconfiança da oligarquia hondurenha que, assustada pelo triunfo do comunismo em Cuba, apoiou, em 1963, um golpe de Estado. O presidente foi derrubado pelo exército hondurenho antes que pudesse implementar o programa de reformas que havia conseguido aprovar no Congresso. O líder do golpe, o coronel (depois general) Osvaldo López Arellano, cuja ascensão à presidência formalizou-se em 1965, manteve-se no poder até 1974. Em 1965 foi promulgada mais uma Constituição. Em 1969, o entrincheiramento militar foi ainda mais solidificado durante o conflito de fronteira com El Salvador: os dois países entraram em guerra por causa de um jogo de futebol (que as Honduras tinham ganho), terminando os combates cinco dias depois do seu início com a vitória militar de El Salvador que, no entanto, se retirou do território hondurenho. A chamada "Guerra do Futebol", que favoreceu a agitação política no interior, fora solucionada com a intervenção da Organização dos Estados Americanos (OEA). A frágil economia hondurenha ficou ainda mais debilitada devido ao conflito.
Em 1971, Ramón Ernesto Cruz foi eleito presidente, mas no ano seguinte o general López Arellano voltou ao poder após um golpe de Estado. Em 1975 López Arellano foi deposto pelo coronel Juan Alberto Melgar Castro, por sua vez obrigado a renunciar em 1978, quando o general Policarpo Paz García assumiu o poder. Em 1979, a América Central passou a viver um período de forte instabilidade provocada pelas guerras civis na Nicarágua e em El Salvador.

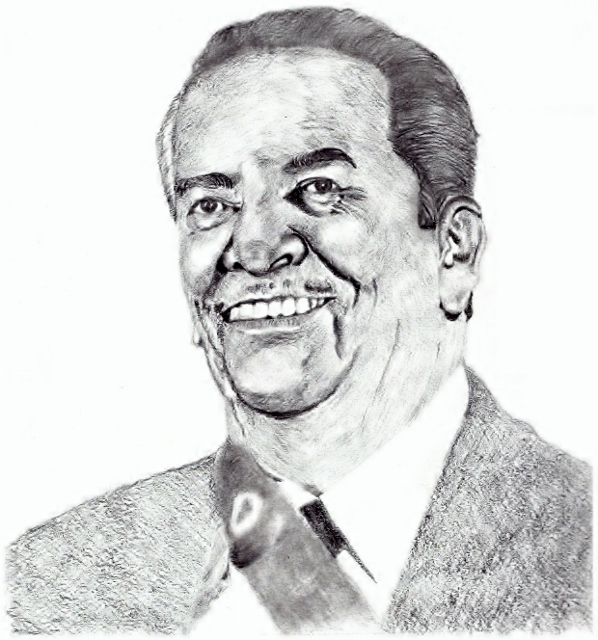
Roberto Suazo Córdova.

Em 1980, o governo americano em uma tentativa de manter o regime, enviou militares para treinar batalhões de tortura. Em 1981, após nove anos de regime militar, Roberto Suazo Córdova, do Partido Liberal, venceu as eleições presidenciais. Em 1982, uma nova Constituição, apoiada pelos Estados Unidos, almejava o aumento da atividade democrática. Como condição para o apoio norte- americano, no entanto, o país forneceu a base para os "contras" da Nicarágua. O país foi incluído, em 1983, nos planos de defesa da região proposto pelos Estados Unidos, servindo de base para treinamento de soldados, mas em 1984 o governo pediu revisão do Tratado de Aliança com esse país. Em 1985, aumentou a tensão com a Nicarágua.
Em 1986 ocorreu a primeira transferência de poder na história do país sem interferência militar direta, com a eleição do liberal José Simón Azcona del Hoyo (1986-1990). O novo presidente abraçou um movimento pacifista levado a cabo pelos países da América Central. Ameaçou interromper a atividade dos "contras", assim como diminuir o poder dos militares. Em 1987 e 1989 foram assinados acordos com Costa Rica, Guatemala, Nicarágua e El Salvador visando restabelecer a paz na região. Honduras, no entanto, manteve-se economicamente dependente dos Estados Unidos, e, em 1989, Rafael Leonardo Callejas, do Partido Nacional, foi eleito presidente com o apoio norte-americano e no ano seguinte um plano de ajuste econômico provocou a greve dos plantadores de banana, que terminou com a intervenção do Exército. O início da década de 1990 encontrou o país ainda agitado por divergências internas, agravadas pela luta contra três grupos guerrilheiros. A crise econômica, a atividade guerrilheira de esquerda e as forças de segurança ficaram fora de controle, com 40 assassinatos e mais de 4 mil violações dos direitos humanos. Em 1991, o governo anunciou anistia e iniciou negociações com guerrilheiros de esquerda. Em 11 de setembro de 1992, o conflito com El Salvador terminou com a intervenção da Corte Internacional de Justiça, que traçou definitivamente os limites territoriais dos dois países.
O candidato de oposição ao neoliberalismo, Carlos Roberto Reina, um grande defensor dos direitos humanos, venceu as eleições de novembro de 1993 e tornou-se presidente em 27 de Janeiro de 1994. Desde então, Carlos Reina tem orientado a sua política (através de medidas preventivas dos direitos humanos) na busca de estabilidade social que lhe permita avançar com programas económicos que desenvolvam o país, como, por exemplo, a reestruturação da administração estatal sobre as florestas e a definição do papel do setor privado neste campo. Seguiram-se no poder o liberal Carlos Roberto Flores (1998-2002) e o conservador Ricardo Maduro (2002-2006), do Partido Nacional.

### Deposição de Manuel Zelaya

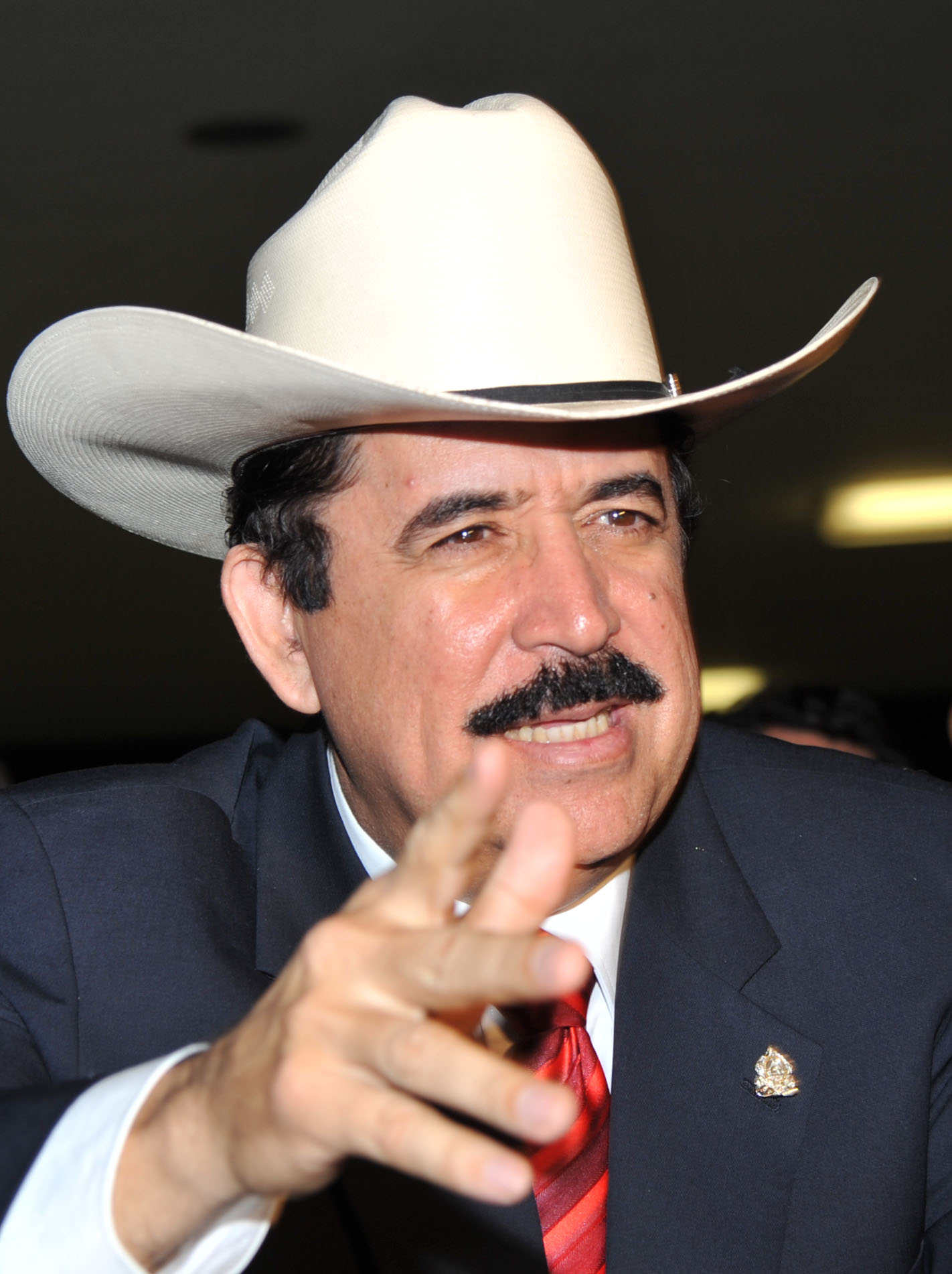
O presidente deposto de Honduras Manuel "Mel" Zelaya.

Nas eleições presidenciais de 2006, Manuel "Mel" Zelaya é eleito presidente de Honduras, com mandato até 2010. Em 2009, Zelaya tentou convocar um plebiscito para modificar uma cláusula pétrea da Constituição Hondurenha e instituir a reeleição. O Congresso e o Judiciário proibiram o plebiscito sobre o tema, o qual foi mantido por Zelaya. O chefe das Forças Armadas se nega a fornecer apoio logístico para um pré-plebiscito (marcado para 28 de junho) e é destituído por Zelaya. Sem apoio do exército e em uma situação de tensão, o presidente convoca partidários para viabilizar a votação de 28 de junho, que decidiria sobre a realização do polêmico plebiscito. A Suprema Corte, então, decretou sua prisão. Em vez de prendê-lo, porém, um comando militar invadiu sua casa durante a madrugada e o expulsou do país, ainda de pijama. Uma carta-renúncia falsa é lida no Parlamento e o presidente do Congresso, Roberto Micheletti, membro do mesmo partido do presidente deposto, assume interinamente a presidência. O governo interino manteve as eleições marcadas para 29 de novembro. Desde que assumiu, o governo de Micheletti não foi reconhecido por nenhum país. Logo após o golpe, Honduras teve suas linhas de crédito internacionais congeladas e foi suspensa da Organização dos Estados Americanos - OEA.
Zelaya tentou obter apoio internacional para voltar ao poder até que, em 21 de setembro, retornou clandestinamente ao país, tendo se hospedado com numerosa comitiva no prédio onde funciona a Embaixada do Brasil em Tegucigalpa.
A outra versão do fato é que não se trata de um Golpe Militar, mas do Legislativo e Judiciário de Honduras cumprirem seu papel constitucional, com apoio das Forças Armadas, as quais também cumprem seu papel constitucional, de afastar imediatamente e manter inelegível presidente e vice-presidente que proporem mudança do princípio da obrigatoriedade da alternância de poder que consta textualmente no artigo 269 da Constituição de Honduras. De qualquer maneira, é assumido implicitamente que o país é líder mundial em homicídios proporcionalmente a sua população.